# Мак-Клинток (пролив)
Мак-Клинток (англ. McClintock Channel) — пролив, отделяющий остров Виктория от острова Принца Уэльского в Канадском Арктическом архипелаге.

## География
Пролив Мак-Клинток расположен в северо-западной части Канады. Берега пролива полностью находятся на территории Нунавута. Пролив Мак-Клинток соединяет пролив Вайкаунт-Мелвилл, расположенный на севере с проливом Виктория на юге и заливом Ларсен на юго-востоке, также на юго-востоке пролив Мак-Клинток сообщается с проливом Франклин. Ширина пролива колеблется от 105 до 209 км, длина пролива равна 274 км. Глубина пролива до 300 м на севере и до 120 м на юге.
Пролив назван в честь известного полярного исследователя, английского адмирала Френсиса Леопольда Мак-Клинтока.